# Loca por la música
Loca por la música es el séptimo álbum de estudio de la cantante hispano-británica Jeanette publicado en 1989 por la discográfica independiente TWINS. Jeanette es convencida por Paco Martín (creador de TWINS) para regresar después un prolongado silencio musical. El álbum contó con la dirección de Julio Seijas y Luis Gómez-Escolar, productores que ya habían trabajado con la cantante en Reluz (1983). 
Loca por la música aleja a la cantante de anteriores de música melódica y la adentra a sonidos como el new wave y el tecno pop en su acostumbrado estilo de baladas románticas. El disco tuvo un discreto éxito en España con la publicación de tres sencillos. Es considerado como el disco «más arriesgado» en la carrera de Jeanette.

## Antecedentes, desarrollo y publicación
Jeanette y la discográfica RCA Victor no trabajaron en un nuevas producciones desde el disco Ojos en el sol (1984) y en 1988 se publicó un compilado de canciones titulado Sus más lindas canciones. Pasado esto, Jeanette no renovó contrato de esa discográfica lo que supuso un retiró definitivo pero en 1989 el productor español Paco Martín le propone grabar un nuevo álbum. Jeanette acepta con la condición de que escoja las canciones y sean inéditas.
La grabación del álbum se llevó a cabo en los estudios de la recién creada discográfica TWINS, en Madrid, en 1989. Se produjo un reencuentro con Julio Seijas y Luis Gómez-Escolar, quienes ya habían trabajado con Jeanette en Río de Janeiro en la producción del disco Reluz en 1983. Los productores proponen actualizar el sonido melódico de la cantante a géneros como el new wave o tecno pop que estaban en auge por esos años.
TWINS publicó primero el álbum en España en 1989. Las ilustraciones fueron obra del fotógrafo Antonio Díaz bajo el diseño de Pedro Delgado. La carátula muestra a Jeanette de cuerpo entero en un traje negro corsé y con un cabello platinado lleno de ondas. El álbum fue publicado en Alemania en formatos vinilo y CD y en México en vinilo y casete, con portadas mostrando solo su rostro. 

## Composición
Loca por la música contiene textos habituales en las canciones de Jeanette pero con géneros new wave y tecno pop. Algunos temas poseen sonidos producidos por los instrumentos y tecnología vanguardista. Las canciones «China», «Y al final el amor» o «Sinceridad» comienzan con teclados pasados por sintetizadores. «Daría cualquier cosa» es la primera balada presentada en el disco y su sonido difiere a sus anteriores trabajos. La desesperación y la suplica son parte de su texto. «Capitán amor», «Agua» y «Loca por la música» incorporan el new wave y tecno pop haciéndolos temas bailables. Canciones como «Tonta», «Por nada del mundo» y «Sentada en el rompeolas» siguen un tono más sentimental y en la última se simulan sonidos de brisas y olas.

## Recepción

### Crítica
Julian Molero de lafonoteca hizo una reseña favorable para Loca por la música. Destaco que el disco tiene «el suficiente atractivo y calidad para hacer una llamada de atención sobre él» y es una «reivindicación» en la carrera intermitente de la cantante. También comenta que hay «deliciosos temas rítmicos» como «China» y «Capitán amor» y calificó de «descaradamente discotequera» a «Loca por la música». Estos temas contrastan con «baladas susurradas más que cantadas» como «Daría cualquier cosa» o «Y al final el amor». Molero le otorgó tres estrellas y medio de cinco. Anje Ribera de El Diario Montañés opinó que «la producción de Luis Gómez-Escolar y Julio Seijas no bastó para ganarse la complicidad de los aficionados».
El periódico español 20 minutos en su versión digital convocó a sus lectores escoger las mejores canciones de Jeanette y en listado aparecen «Capitán amor» y «Daría cualquier cosa».

### Comercial
El álbum contó con un impacto modesto en España. A comparación de discos anteriores, Loca por la música no pudo distribuirse en América y solo se publicó en México. Su publicación en Alemania no obtuvo ningún reconocimiento. Importo mucho que TWINS fuera una discográfica independiente. En España se publicaron tres sencillos. El primero, «China», ingreso al conteo de Los 40 Principales alcanzando la posición treinta y tres. El segundo, «Daría cualquier cosa», tuvo amplia difusión en España y se publicó en México gracias a la distribución de Polygram. A pesar de ello, no recibió ningún reconocimiento ni ingresó en listas musicales. En 1990 Gómez-Escolar se la ofrece al cantante puertorriqueño Chayanne para el disco Tiempo de vals donde alcanzaría mayor popularidad en Latinoamérica. Julián Molero afirmó que este sencillo es «la apuesta más conservadora» de los sencillos de este álbum. El tercero, «Loca por la música», tampoco ingresó a listas musicales. La canción «Por nada del mundo» figura en la cara B de los dos primeros sencillos. Para promocionar este disco, Jeanette se presentó en algunos programas televisivos como en Entre dos mares donde interpretó algunas canciones.

## Lista de canciones
Lado "A"

| N.º | Título                 | Duración |  |
| 1.  | «China»                | 3:15     |  |
| 2.  | «Daría cualquier cosa» | 3:20     |  |
| 3.  | «Capitán amor»         | 2:56     |  |
| 4.  | «Tonta»                | 3:58     |  |
| 5.  | «Agua»                 | 3:19     |  |

Lado "B"
| N.º | Título                    | Duración |  |
| 1.  | «Loca por la música»      | 3:53     |  |
| 2.  | «Y al final el amor»      | 3:09     |  |
| 3.  | «Sinceridad»              | 4:02     |  |
| 4.  | «Por nada del mundo»      | 2:50     |  |
| 5.  | «Sentada en el rompeolas» | 3:36     |  |

Todas las canciones fueron compuestas por Julio Seijas y Luis Gómez-Escolar. En la canción «Sinceridad» se incluyen los créditos de Mercedes Doreste y Ricardo Rauet.

### Formatos
| Año  | Formato | Descripción                                                                           |
| ---- | ------- | ------------------------------------------------------------------------------------- |
| 1989 | Vinilo  | Incluye las 10 canciones del álbum. Su distribución fue en Alemania, España y México. |
| 1989 | Casete  | Incluye las 10 canciones del álbum. Su distribución fue en España, Chile y México.    |
| 1989 | CD      | Incluye las 10 canciones del álbum. Su distribución fue en Alemania.                  |

## Créditos y personal
- Grabación: Estudios Sonoland, Madrid, España.
- Masterización: TWINS S.A. Martínez Corrochano, 3 - 28007, Madrid, España.

Instrumentación
- Jeanette: artista principal, voz, coros
- Manuel Díaz-Pallares: guitarra
- Carlos Villa: guitarra

Composición y producción
- Luis Gómez-Escolar: composición, producción
- Julio Seijas: composición, producción
- Manuel Díaz-Pallares: productor ejecutivo
- Bob Painter: ingeniería de sonido, arreglos y programación
- Juan Giralt: arreglos
- Fernando Forner: ayudante de ingeniería de sonido
- Nacho Ramírez: ayudante de ingeniería de sonido

Diseño
- Pedro Delgado: dirección artística
- Antonio Díaz: fotografía
- Música Calaca S.L - Sila Music: editores de audio

Compañías discográficas
- TWINS S.A.: compañía discográfica, propietario de derechos de autor en España
- TITAN Schallplatten: distribución en Alemania
- Polygram: distribución en México
- CBS Records: distribución en Chile

Fuentes: Discogs y notas del álbum.